# Tephrina granitalis
Tephrina granitalis là một loài bướm đêm trong họ Geometridae.